# SWEBOK
Software Engineering Body of Knowledge (SWEBOK) — це документ, що готує комітет Software Engineering Coordinating Committee зі спільнотою IEEE Computer Society. Призначення SWEBOK — в об'єднанні знань з інженерії програмного забезпечення.
Це документ є одним з трьох документів, що були створені у співпраці IEEE-CS та ACM.
Цими документами бажають забезпечити наступне:
- визначити чіткий необхідний набір знань та рекомендовані практики;
- визначити етичні та професійні стандарти;
- визначити навчальну програму для студентів, аспірантів та тих, хто продовжує навчання.

## Склад SWEBOK
В редакції 2004 року визначаються десять областей знань в контексті програмної інженерії:
- Вимоги до ПЗ, англ. Software requirements.
- Проектування, англ. Software design.
- Конструювання, англ. Software construction.
- Тестування, англ. Software testing.
- Супроводження, англ. Software maintenance.
- Керування конфігурацією, англ. Software configuration management.
- Керування проектами, англ. Software engineering management.
- Процеси програмної інженерії, англ. Software engineering process.
- Засоби та інструменти, англ. Software engineering tools and methods.
- Якість ПЗ, англ. Software quality.

Також SWEBOK визначає дисципліни, що відіграють велику роль в програмній інженерії:
- Комп'ютерна інженерія
- Комп'ютерні науки
- Менеджмент
- Математика
- Контроль якості
- Ергономіка ПЗ
- Системне адміністрування

## Критика та альтернативи
Відомий вчений Граді Буч публічно заявив, що документ може бути суттєво покращений.  Багато хто стверджує, що SWEBOK не зовсім точно відображає погляди спільноти на програмну інженерію, але визнають зусилля комітету з формалізації процесу розробки.
Інша спроба визначити та формалізувати об'єм знань для програмної інженерії — це «Computing Curriculum Software Engineering (CCSE)», що має офіційну назву Software Engineering 2004 (SE2004). Різниця зі SWEBOK полягає в тому, що SWEBOK визначає знання, що повинен мати студент після чотирьох років навчання, а SE2004 говорить про знання після закінчення навчального закладу.